# Gran Quayrat
El Gran Quayrat o pic de Gran Quayrat és una muntanya de 3.060 m d'altitud, amb una prominència de 155 m, que es troba al massís de Perdiguero, al departament de l'Alta Garona (França).

## Primeres ascencions
- 1a ascensió: 1789, Henry Reboul i altres, amb una expedició des de les granges d'Astau.
- Cara nord-oest: 1923, P.W. Abadie
- Cara sud-est: 1928, J. Arlaud i altres.
- Cresta Lézat-Quayrat: 1884 H. Brulle i C. Passet